# Rocket Rods

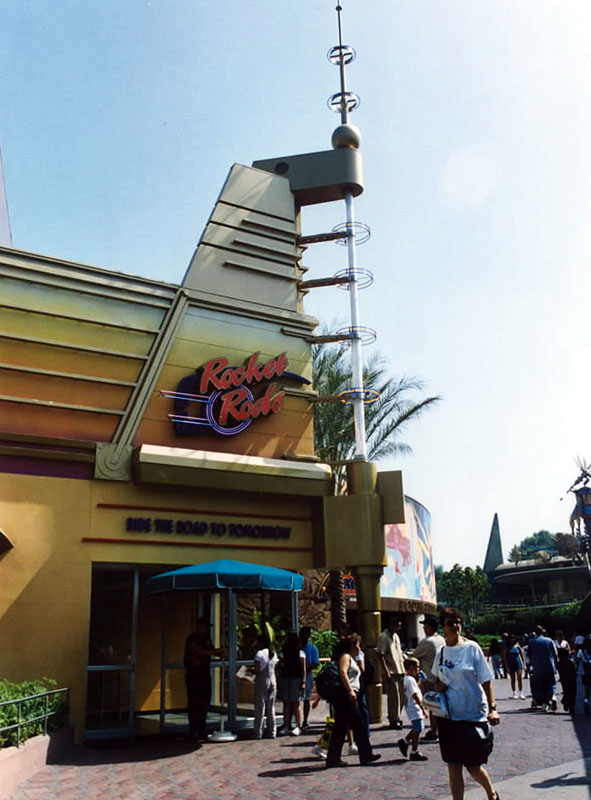
Entrée de Rocket Rods en 1998.

Rocket Rods est une ancienne attraction du New Tomorrowland (1998) de Disneyland à Anaheim en Californie. Elle devait être le clou du nouveau concept et renouer avec les principes énoncés par Walt Disney, mais n'y parvint pas et dut être fermée pour de nombreuses raisons.

## L'attraction
Rocket Rods ouvrit le 22 mai 1998 comme l'un des nouveaux éléments du New Tomorrowland de Disneyland. Cette attraction à grande vitesse parcourait la voie de l'ancien PeopleMover. Les passagers entraient dans l'attraction par le bâtiment à l'entrée de Tomorrowland qui accueillait précédemment l'attraction Circle-Vision 360°.
- Ouverture : 22 mai 1998 (avec le Nouveau Tomorrowland)
- Fermeture : septembre 2000 mais officiellement le 27 avril 2001[1]
- Conception : Walt Disney Imagineering
- Places par fusée : 5
- Vitesse : 56 km/h
- Durée : 3 min 00
- Taille requise : 1,2 m
- Situation :
  - Entrée : 33° 48′ 44″ N, 117° 55′ 05″ O
- Attractions précédentes :
  - Circarama USA de 1955 à 1967 (pour la file d'attente)
  - Circle-Vision 360° de 1967 à 1997 (pour la file d'attente)
  - PeopleMover pour le circuit
- Attractions suivantes :
  - Buzz Lightyear's Astro Blasters pour la file d'attente

### Détail du parcours
Dans la première salle, de larges schémas des attractions passés et présentes (à l'époque) de Tomorrowland étaient accrochées sur les murs ainsi que leurs véhicules. On pouvait y voir une voiture de PeopleMover, une fusée de Rocket Jets, une autre de Space Mountain et l'avant d'un modèle Mark III du Disneyland Monorail. 
Après les esquisses, des « affiches publicitaires » sont placardées au mur, demandant le prolongement de l'attraction jusqu'à l'aéroport John Wayne et autres destinations des alentours. 
La salle suivante était une rotonde, celle-là même[pas clair] qui accueillait les 9 écrans du théâtre Circle-Vision 360°. Elle présentait des extraits des films sur les transports dont America the Beautiful, l'évolution des véhicules de General Motors sur une version électronique du succès de Steppenwolf, Born to Be Wild. Les visiteurs continuaient par un tunnel pour aboutir à la gare surélevée de Rocket Rods au centre de Tomorrowland. 
Les visiteurs montaient alors dans des véhicules de cinq places en long jusqu'à une zone de départ de course. Ensuite un feu passait du rouge au jaune puis au vert, ce qui marquait le départ en trombe jusqu'à l'entrée du pays. Le circuit tournait alors vers le sud et le bâtiment de Star Tours qu'il traversait dans le noir sauf à un moment où une collision semblait devoir se produire à vive allure : un simple miroir était disposé le long d'un virage serré. La course se poursuivait dans Space Mountain, offrant une très brève vision de l'attraction. La fusée sortait alors du bâtiment mais pour traverser le Carrousel Theater, qui héberge Innoventions. Le circuit prenait un tracé semi-circulaire afin d'épouser la forme du carrousel avant de ressortir et de serpenter au-dessus du parcours de l'attraction Autopia et du lagon de Submarine Voyage. Il longeait ensuite la gare du Disneyland Monorail avant de rejoindre le bâtiment hébergeant la file d'attente de Rocket Rods. La fusée revenait ensuite à centre du pays jusqu'à la gare.

#### Musique et informations diverses
L'attraction comprenait un thème musical propre baptisé « Magic Highways » et composé par les  frères Sherman. Elle était diffusée dans la file d'attente et la sortie de l'attraction. Une autre chanson était une version instrumentale du Born To Be Wild du groupe Steppenwolf, arrangé par Steve Bartek de Oingo Boingo.
Rocket Rods fut la première attraction Disney à proposer une file d'attente « single rider » (visiteur  participant seul) en raison de la durée de l'attente et des faibles capacités des véhicules.

### La chute et le rejet deRocket Rods
Rocket Rods ferme en septembre 2000 pour une rénovation qui devait finir au printemps 2001, mais aucuns travaux ne furent jamais entrepris sur l'attraction. En avril 2001, le Los Angeles Times et The Orange County Register publièrent des articles annonçant que l'attraction ne rouvrirait jamais. La direction de Disneyland ne démentit pas leurs propos.
Il y eut plusieurs raisons à cette fermeture de Rocket Rods ;
- L'attraction parcourait le circuit de 16 minutes de PeopleMover en seulement 3 minutes.
- En raison des restrictions budgétaires, le parcours ne fut pas garni de glissières ou d'élévations dans les courbes. Les véhicules devaient donc freiner rapidement pour tourner. Le budget aurait pu être supérieur si un sponsor avait été trouvé, mais ce ne fut pas le cas.
- Les brusques accélérations/décélérations provoquaient régulièrement des défaillances du système informatique embarqué, ce qui bloquait totalement le reste de l'attraction.
- Les arrêts techniques de l'attraction étaient au minimum quotidiens et créaient des files d'attente de 3 heures (pour 3 minutes de parcours).
- En raison de ces nombreux problèmes, le parc distribuait régulièrement des passeports pour pouvoir faire l'attraction un autre jour.
- L'attraction devint très impopulaire et stigmatisait[pas clair] les visiteurs qui pour attendre n'avaient souvent que des boutiques ou des restaurants à visiter, quand ce n'était pas que des simples marchands ambulants qui pullulaient dans le parc sous les directives de Paul Pressler.

### La fin d'un projet
Les Rocket Rods furent retirés et détruits après la fermeture. Un seul survécut et fut placé devant le restaurant Hollywood & Dine à Disney's California Adventure, mais il n'y resta pas longtemps. Il disparut en 2002 peut-être pour les archives de Walt Disney Imagineering.
Après la fermeture de Rocket Rods, les espoirs de revoir le PeopleMover resurgirent et la rumeur circule toujours. Elle précise que PeopleMover reviendrait sous la forme d'une copie de la version toujours active au Magic Kingdom : le Tomorrowland Transit Authority. Mais les équipements pour le PeopleMover n'existent plus qu'en certains endroits de la voie et devraient donc être reconstruits pour être réinstallés. Il est aussi possible que la voie de béton soit totalement supprimée pour « éclaircir » le ciel de Tomorrowland.
Al Lutz, l'auteur d'un site de fans sur Disney, a annoncé que Disney aurait prévu de restaurer PeopleMover et Rocket Jets. Toutefois même si certains avouent que le retour du PeopleMover est « inévitable » il est peu probable que Disney remplace l'Astro Orbitor actuel par une version mise à jour du classique Rocket Jets.
La file d'attente de Rocket Rods qui était auparavant la salle de cinéma Circle-Vision 360° a été transformée en Buzz Lightyear's Astro Blasters, qui ouvrit en mars 2005. Malgré l'habitude chez Disney que les nouvelles attractions rendent hommage par certains détails à leurs ainées, aucune trace n'a pu être trouvée évoquant Rockets Rods dans l'attraction consacrée à Buzz L'éclair.